# Tu cara me suena
Tu cara me suena es un programa de televisión de origen español, que posee versiones alrededor de todo el mundo. En el concurso, diversas personalidades famosas se caracterizan como cantantes e interpretan canciones del mismo frente a un jurado.  

Es el formato televisivo de producción española más exitoso y con mayor número de versiones internacional. Al igual que sucede con los holandeses The Voice y Gran Hermano o los británicos X Factor y Got Talent, el concurso ha mantenido su nombre, estética, dinámica y escenario en las diferentes adaptaciones internacionales. Ha conseguido conquistar a mercados muy diversos, siendo característico en la versión original la cómica autocensura que mostraron por la futura venta de los derechos a la televisión china, debido al recelo de estos de mostrar gente besándose continuamente durante la grabación.

## Versiones internacionales
Leyenda
     Estrenado / Transmitido
     Cancelado
     Próximo
     Versión original (Original: España)
     Versión infantil (Original: Portugal)
     Versión anónima (Original: España)
| País                                                         | Título local                                                                               | Presentador(es) | Canal                                                                               | Estreno |
| ------------------------------------------------------------ | ------------------------------------------------------------------------------------------ | --- | ----------------------------------------------------------------------------------- | --- |
| Albania                                                      | Your Face Sounds Familiar                                                                  | Alketa Vejsiu | TV Klan                                                                             | 14 de marzo de 2016 (temp. 1) 20 de febrero de 2017 (temp. 2) |
| Alemania                                                     | Sing wie dein Star                                                                         | Jörg Pilawa | Das Erste                                                                           | 13 de septiembre de 2014 |
| Arabia Saudita                                               | شكلك مش غريب Shaklak mesh gharib                                                           | Tony Abou Jaoudeh | MBC1 MBC Masr                                                                       | 19 de abril de 2014 |
| Argentina                                                    | Tu cara me suena                                                                           | Alejandro Wiebe | Telefe                                                                              | 23 de septiembre de 2013 (temp. 1) 16 de abril de 2014 (temp. 2) 20 de julio de 2015 (temp. 3) |
| Brasil                                                       | Esse Artista Sou Eu                                                                        | Marcio Ballas | SBT                                                                                 | 25 de agosto de 2014 |
| Brasil                                                       | Show dos Famosos                                                                           | Fausto Silva (temp. 1-3) Luciano Huck (temp. 4)                                                                        | TV Globo                                                                            | 23 de abril de 2017 |
| Bulgaria                                                     | Като две капки вода Como dos gotas de agua                                                 | Vasil Vasilev-Zueka (temp. 1–9) Dimitar Rachkov (temp. 1–8, 10–presente) Gerasim Georgiev-Gero (temp. 9–presente)      | NOVA                                                                                | 13 de marzo de 2013 (temp. 1) 10 de marzo de 2014 (temp. 2) 3 de marzo de 2015 (temp. 3) 3 de marzo de 2016 (temp. 4) 27 de febrero de 2017 (temp. 5) 26 de febrero de 2018 (temp. 6) 25 de febrero de 2019 (temp. 7) 24 de febrero de 2020 (temp. 8) 22 de febrero de 2021 (temp. 9) 14 de febrero de 2022 (temp. 10) 19 de febrero de 2023 (temp. 11) 19 de febrero de 2024 (temp. 12) 6 de abril de 2025 (temp. 13) |
| Bielorrusia                                                  | Як дзве краплі Jak dzvie krapli                                                            | Georgiy Koldun Alyona Lanskaya                                                                                         | ONT                                                                                 | 12 de enero de 2014 |
| Corea del Sur                                                | Your Face Sounds Familiar                                                                  | TBA | Mnet                                                                                | 2 de diciembre de 2017 (temp. 1) |
| Costa Rica                                                   | Tu cara me suena                                                                           | Edgar Murillo | Teletica                                                                            | 14 de abril de 2015 (temp. 1) 10 de abril de 2016 (temp. 2) 19 de marzo de 2017 (temp. 3) 3 de marzo de 2019 (temp. 4) 12 de julio de 2020 (temp. 5) 5 de septiembre de 2021 (temp. 6) 7 de abril de 2024 (temp. 7) |
| Croacia                                                      | Tvoje lice zvuči poznato                                                                   | Igor Mešin Rene Bitorajac                                                                                              | Nova TV                                                                             | 5 de octubre de 2014 (temp. 1) 13 de septiembre de 2015 (temp. 2) 25 de septiembre de 2016 (temp. 3) 5 de marzo de 2017 (temp. 4) 18 de marzo de 2018 (temp. 5) |
| Chile                                                        | Tu cara me suena                                                                           | Luis Jara José Miguel Viñuela Javiera Contador                                                                         | Mega                                                                                | 29 de febrero de 2012 |
| China                                                        | 百变大咖秀 Bǎi biàn dà kā xiù                                                              | He Jiong Xie Na | Hunan Television                                                                    | 12 de julio de 2012 |
| Colombia                                                     | Tu cara me suena                                                                           | Daniel Hoyos | Caracol Televisión                                                                  | 23 de febrero de 2015 |
| República Checa                                              | Tvoje tvář má známý hlas                                                                   | Ondřej Sokol (temp. 1 - 6; 8 -) Vladimír Polívka (temp. 7) Aleš Háma (temp. 8 - 9)                                     | TV Nova                                                                             | 26 de marzo de 2016 (temp. 1) 4 de septiembre de 2016 (temp. 2) 26 de febrero de 2017 (temp. 3) 2 de septiembre de 2017 (temp. 4) 1 de septiembre de 2018 (temp. 5) septiembre de 2019(temp. 6) septiembre de 2020(temp. 7) marzo de 2021(temp. 8) febrero 2022 (temp. 9) |
| Eslovaquia                                                   | Tvoja tvár znie povedome                                                                   | Martin "Pyco" Rausch (temp. 1 - 4) Martin Nikodým (temp. 5 - 6)                                                        | Markíza                                                                             | 6 de marzo de 2016 (temp. 1) 4 de septiembre de 2016 (temp. 2) 5 de marzo de 2017 (temp. 3) 9 de septiembre de 2018 (temp. 4) septiembre de 2019 (temp. 5) febrero de 2021 (temp. 6) |
| Eslovaquia                                                   | Tvoja mini tvár znie povedome (versión infantil)                                           | Martin Nikodým (temp. 1 -)                                                                                             | Markíza                                                                             | octubre de 2021 (temp. 1) |
| Eslovenia                                                    | Znan obraz ima svoj glas                                                                   | Denis Avdić | POP TV                                                                              | 30 de marzo de 2014 (temp. 1) 1 de marzo de 2015 (temp. 2) 6 de marzo de 2016 (temp. 3) 24 de septiembre de 2017 (temp. 4) |
| España                                                       | Tu cara me suena (versión original)                                                        | Manel Fuentes | Antena 3                                                                            | 28 de septiembre de 2011 (temp. 1) 1 de octubre de 2012 (temp. 2) 24 de octubre de 2013 (temp. 3) 18 de septiembre de 2015 (temp. 4) 7 de octubre de 2016 (temp. 5) 29 de septiembre de 2017 (temp. 6) 28 de septiembre de 2018 (temp. 7) 10 de enero de 2020 (temp. 8) 5 de noviembre de 2021 (temp. 9) 24 de marzo de 2023 (temp.10) 12 de abril de 2024 (temp.11) 4 de abril de 2025 (temp.12) |
| España                                                       | Tu cara me suena mini (versión infantil)                                                   | Manel Fuentes | Antena 3                                                                            | 11 de septiembre de 2014 |
| España                                                       | Tu cara no me suena todavía (versión anónima)                                              | Manel Fuentes | Antena 3                                                                            | 10 de marzo de 2017 |
| Estados Unidos                                               | Sing Your Face Off                                                                         | John Barrowman | ABC                                                                                 | 31 de mayo de 2014 |
| Estonia                                                      | Su nägu kõlab tuttavalt                                                                    | Mart Sander (temp. 1–3) Märt Avandi (temp. 4 – 6)                                                                      | TV3                                                                                 | 17 de marzo de 2013 (temp. 1) 6 de octubre de 2013 (temp. 2) 5 de octubre de 2014 (temp. 3) 4 de octubre de 2015 (temp. 4) 2 de octubre de 2016 (temp. 5) 1 de octubre de 2017 (temp. 6) |
| Filipinas                                                    | Your Face Sounds Familiar                                                                  | Billy Crawford | ABS-CBN                                                                             | 14 de marzo de 2015 (temp. 1) 12 de septiembre de 2015 (temp. 2) |
| Filipinas                                                    | Your Face Sounds Familiar: Kids (versión infantil)                                         | Billy Crawford | ABS-CBN                                                                             | 7 de enero de 2017 (temp. 1) 5 de mayo de 2018 (temp. 2) |
| Francia                                                      | Un air de star                                                                             | Karine Le Marchand | M6                                                                                  | 14 de mayo de 2013 |
| Georgia                                                      | ერთი ერთში Erti Ertshi                                                                     | Tornike Gogrichiani (temp. 1) Ani Mamulashvili (temp. 1) Ruska Makashvili (temp. 2-3) Kakha Kintsurashvili (temp. 2-3) | GDS TV                                                                              | 30 de octubre de 2013 (temp. 1) 16 de abril de 2014 (temp. 2) 19 de noviembre de 2014 (temp. 3) |
| Georgia                                                      | ერთი ერთში Erti Ertshi                                                                     | Duta Skhirtladze Ilo Beroshvili                                                                                        | IMEDI TV                                                                            | 5 de mayo de 2015 (temp. 4) |
| Grecia Chipre                                                | Your Face Sounds Familiar                                                                  | Maria Bekatorou | ANT1                                                                                | 14 de abril de 2013 (temp. 1) 9 de marzo de 2014 (temp. 2) 3 de abril de 2016 (temp. 3) 23 de abril de 2017 (temp. 4) |
| Hungría                                                      | Sztárban sztár                                                                             | Sándor Friderikusz (temp. 1) Attila Till (temp. 2 – 6)                                                                 | TV2                                                                                 | 11 de octubre de 2013 (temp. 1) 7 de septiembre de 2014 (temp. 2) 27 de septiembre de 2015 (temp. 3) 11 de septiembre de 2016 (temp. 4) 10 de septiembre de 2017 (temp. 5) 14 de octubre de 2018 (temp. 6) |
| Hungría                                                      | Sztárban sztár +1 kicsi (versión infantil)                                                 | Attila Till | Super TV2                                                                           | 27 de noviembre de 2016 (temp. 1) 26 de noviembre de 2017 (temp. 2) |
| Italia                                                       | Tale e quale show                                                                          | Carlo Conti | Rai 1                                                                               | 20 de abril de 2012 (temp. 1) 14 de septiembre de 2012 (temp. 2) 13 de septiembre de 2013 (temp. 3) 12 de septiembre de 2014 (temp. 4) 11 de septiembre de 2015 (temp. 5) 16 de septiembre de 2016 (temp. 6) 22 de septiembre de 2017 (temp. 7) 14 de septiembre de 2018 (temp. 8) |
| Italia                                                       | Tale e Quale Show: Il torneo                                                               | Carlo Conti | Rai 1                                                                               | 9 de noviembre de 2012 (temp. 1) 22 de noviembre de 2013 (temp. 2) 14 de noviembre de 2014 (temp. 3) 30 de octubre de 2015 (temp. 4) 4 de noviembre de 2016 (temp. 5) 17 de noviembre de 2017 (temp. 6) |
| Italia                                                       | Tale e Quale Show: Duetti                                                                  | Carlo Conti | Rai 1                                                                               | 12 de enero de 2013 (temp. 1) |
| Letonia                                                      | Izklausies redzēts                                                                         | Lauris Reiniks (temp. 1-3) Renārs Zeltiņš (temp. 3)                                                                    | TV3 Letonia                                                                         | 2 de marzo de 2014 (temp. 1) 27 de septiembre de 2015 (temp. 2) 25 de septiembre de 2016 (temp. 3) 25 de febrero de 2018 (temp. 3) |
| Lituania                                                     | Muzikinė kaukė                                                                             | Algis Ramanauskas | BTV                                                                                 | 6 de septiembre de 2012 (temp. 1) 7 de noviembre de 2013 (temp. 2) |
| México                                                       | Soy tu doble                                                                               | Ingrid Coronado Alfonso de Anda                                                                                        | TV Azteca                                                                           | 15 de enero de 2012 (temp. 1) 18 de agosto de 2014 (temp. 2) |
| Mongolia                                                     | Яг түүн шиг шоу Yag Tuun Shig                                                              | Tsolmonbayar Bold | Edutainment TV                                                                      | 8 de mayo de 2016 (temp. 1) 9 de abril de 2017 (temp. 2) 6 de mayo de 2018 (temp. 3) |
| Países Bajos                                                 | Your Face Sounds Familiar                                                                  | Winston Gerschtanowitz                                                                                                 | RTL Nederland                                                                       | 29 de diciembre de 2012 |
| Panamá                                                       | Tu cara me suena                                                                           | Eddy Vásquez | TVN                                                                                 | 11 de septiembre de 2013 (temp. 1) 26 de agosto de 2014 (temp. 2) 25 de agosto de 2015 (temp. 3) 13 de septiembre de 2017 (temp. 4) 29 de agosto de 2018 (temp. 5) 4 de septiembre de 2019 (temp. 6) |
| Panamá                                                       | Tu cara me suena kids (versión infantil)                                                   | Eddy Vásquez | TVN                                                                                 | 27 de enero de 2016 (temp. 1) |
| Perú                                                         | Tu cara me suena                                                                           | Adolfo Aguilar | Frecuencia Latina                                                                   | 27 de octubre de 2013 |
| Polonia                                                      | Twoja twarz brzmi znajomo                                                                  | Maciej Dowbor (desde la temp. 1) Maciej Rock (desde la temp. 18) Piotr Gąsowski (temp. 1-17)                           | Polsat                                                                              | 8 de marzo de 2014 (temp. 1) 6 de septiembre de 2014 (temp. 2) 7 de marzo de 2015 (temp. 3) 5 de septiembre de 2015 (temp. 4) 12 de marzo de 2016 (temp. 5) 3 de septiembre de 2016 (temp. 6) 4 de marzo de 2017 (temp. 7) 9 de septiembre de 2017 (temp. 8) 3 de marzo de 2018 (temp. 9) 8 de septiembre de 2018 (temp. 10) marzo de 2019 (temp. 11) septiembre de 2019 (temp. 12) marzo de 2020 (temp. 13) marzo de 2021 (temp. 14) septiembre de 2021 (temp. 15) marzo de 2022 (temp. 16) septiembre de 2022 (temp. 17) marzo de 2023 (temp. 18) septiembre de 2023 (temp. 19) |
| Polonia                                                      | Twoja twarz brzmi znajomo. Najlepsi!                                                       | Maciej Dowbor Maciej Rock                                                                                              | Polsat                                                                              | marzo de 2024 (temp. 1) |
| Portugal                                                     | A Tua Cara não me é Estranha                                                               | Cristina Ferreira Manuel Luís Goucha                                                                                   | TVI                                                                                 | 22 de enero de 2012 (temp. 1) 8 de abril de 2012 (temp. 2) 3 de febrero de 2013 (temp. 3) 22 de octubre de 2016 (temp. 4) 26 de mayo de 2018 (temp. 5) |
| Portugal                                                     | A Tua Cara não me é Estranha: Especial (especial)                                          | Cristina Ferreira Manuel Luís Goucha                                                                                   | TVI                                                                                 | 24 de xuño de 2012 (temp. 1) 5 de febrero de 2017 (temp. 2) |
| Portugal                                                     | A Tua Cara não me é Estranha: Duetos (versión duetos)                                      | Cristina Ferreira Manuel Luís Goucha                                                                                   | TVI                                                                                 | 8 de julio de 2012 |
| Portugal                                                     | A Tua Cara não me é Estranha: Kids (versión infantil)                                      | Cristina Ferreira Manuel Luís Goucha                                                                                   | TVI                                                                                 | 9 de febrero de 2014 |
| Rumania                                                      | Te cunosc de undeva!                                                                       | Cosmin Seleși Alina Pușcaș                                                                                             | Antena 1                                                                            | 17 de marzo de 2012 (temp. 1) 15 de septiembre de 2012 (temp. 2) 16 de febrero de 2013 (temp. 3) 7 de septiembre de 2013 (temp. 4) 15 de febrero de 2014 (temp. 5) 13 de septiembre de 2014 (temp. 6) 14 de febrero de 2015 (temp. 7) 12 de septiembre de 2015 (temp. 8) 13 de febrero de 2016 (temp. 9) 11 de septiembre de 2016 (temp. 10) 18 de febrero de 2017 (temp. 11) 9 de septiembre de 2017 (temp. 12) |
| Rusia                                                        | Один в один! Odin v odin!                                                                  | Aleksandr Oleshko Nonna Grishayeva                                                                                     | Channel One (temp. 1)                                                               | 3 de marzo de 2013 |
| Rusia                                                        | Один в один! Odin v odin!                                                                  | Igor Vernik Yulia Kovalchuk                                                                                            | Russia-1                                                                            | 2 de marzo de 2014 (temp. 2) 8 de febrero de 2015 (temp. 3) 6 de febrero de 2016 (temp. 4) |
| Rusia                                                        | Один в один! Odin v odin!                                                                  | Aleksandr Oleshko Igor Vernik                                                                                          | Russia-1                                                                            | 2 de febrero de 2019 (temp. 5) |
| Rusia                                                        | Один в один! Odin v odin!                                                                  | Nikolai Baskov Klava Koka                                                                                              | Russia-1                                                                            | 17 de enero de 2025 (temp. 6) |
| Rusia                                                        | Toch-v-Toch (adaptación no oficial) Toch-v-toch                                            | Aleksandr Oleshko | Channel One                                                                         | 2 de marzo de 2014 |
| Serbia Bosnia y Herzegovina Macedonia del Norte Montenegro · | Tvoje lice zvuči poznato Твоето лице звучи познато                                         | Petar Strugar (temp. 1) Marija Kilibarda (temp. 1-3) Bojan Ivković (temp. 2) Nina Seničar (temp. 4)                    | Prva Srpska Televizija Radio Televizija Republike Srpske Federalna televizija Sitel | 12 de octubre de 2013 (temp. 1) 12 de octubre de 2014 (temp. 2) 6 de marzo de 2016 (temp. 3) 1 de octubre de 2017 (temp. 4) |
| Tailandia                                                    | เปลี่ยนหน้าท้าโชว์ Sing Your Face Off Change your Face Challenge to Showing: Sing Your Face Off | Surivipa Kultangwattana                                                                                                | CH 7                                                                                | 13 de junio de 2015 (temp. 1) 9 de abril de 2016 (temp. 2) 3 de junio de 2017 (temp. 3) |
| Turquía                                                      | Benzemez Kimse Sana                                                                        | Murat Başoğlu | Star TV (temp. 1, 3) Show TV (temp. 2)                                              | 8 de junio de 2012 (temp. 1) 29 de marzo de 2013 (temp. 2) 24 de enero de 2015 (temp. 3) |
| Suecia                                                       | TBA                                                                                        | TBA | SVT1                                                                                | TBA |
| Ucrania                                                      | ШОУМАЅТГОУОН SHOWMUSTGOON                                                                  | Maria Efrosinina | Novyi Kanal                                                                         | 7 de octubre de 2012 |
| Ucrania                                                      | Як дві краплі Yak dvi krapli                                                               | Anastasiya Zavorotnuk Anton Lirnik                                                                                     | Ukraine                                                                             | 6 de octubre de 2013 |
| Uruguay                                                      | Tu cara me suena                                                                           | Maximiliano de la Cruz                                                                                                 | Teledoce                                                                            | 10 de marzo de 2025 (temp. 1) 5 de mayo de 2025 (temp. 2) |
| Reino Unido                                                  | Your Face Sounds Familiar                                                                  | Alesha Dixon Paddy McGuinness                                                                                          | ITV                                                                                 | 29 de junio de 2013 |
| Vietnam                                                      | Gương mặt thân quen                                                                        | Thanh Bạch (temp. 1-2) Đại Nghĩa (temp. 3-5) Quang Bảo (temp. 6-)                                                      | VTV                                                                                 | 5 de enero de 2013 (temp. 1) 29 de marzo de 2014 (temp. 2) 18 de abril de 2015 (temp. 3) 23 de abril de 2016 (temp. 4) 13 de mayo de 2017 (temp. 5) 9 de junio de 2018 (temp. 6) |
| Vietnam                                                      | Gương mặt thân quen Nhí (versión infantil)                                                 | Thanh Bạch (temp. 1-2) Đại Nghĩa (temp. 3-5) Quang Bảo (temp. 6-)                                                      | VTV                                                                                 | 3 de octubre de 2014 (temp. 1) 2 de octubre de 2015 (temp. 2) 7 de octubre de 2016 (temp. 3) 18 de agosto de 2017 (temp. 4) |